# Redoute Kaas en Brood
De Redoute Kaas en Brood was een in 1605 opgeworpen redoute, die tot de Linie van Oostburg behoorde.
De redoute lag aan de noordoever van de Brugsche Vaart, tegenover de Cathelijneschans, en ze moest de sluis van de Molenkreek beschermen.
De Linie van Oostburg werd in 1673 opgeheven, waarmee ook aan de redoute een einde kwam. De Kaas en Broodse Dijk herinnert nog aan de redoute, hoewel de redoute aan het verlengde daarvan, de huidige Philipsweg, lag.